# DECO Cassette System
 (janvier 2019).
Si vous disposez d'ouvrages ou d'articles de référence ou si vous connaissez des sites web de qualité traitant du thème abordé ici, merci de compléter l'article en donnant les références utiles à sa vérifiabilité et en les liant à la section « Notes et références ».

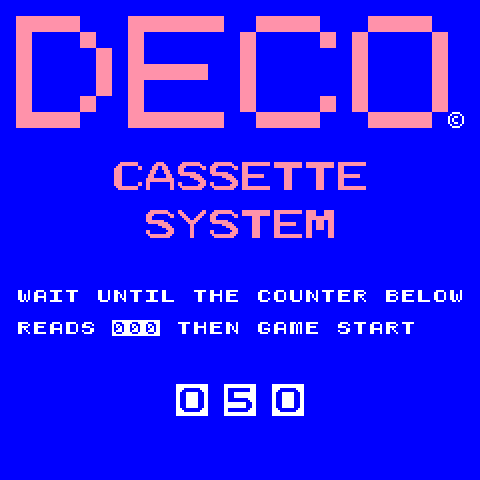
Capture d'écran du BIOS du système de cassette DECO (Arcade, 1980).

Le DECO Cassette System est un système de borne d'arcade développé par Data East. Sorti en 1980, il fut le premier système d'arcade permettant au possesseur de la borne de changer de jeux.
L'acheteur devait acheter la cabine d'arcade, tandis que les jeux étaient disponibles sur des cassettes audio. Il suffisait ensuite d'insérer dans la cabine, la cassette et un dongle de sécurité (il s'agit de l'une des premières formes de gestion numérique des droits, empêchant la copie).
Quand la cabine était allumée, le programme était alors copié directement dans la mémoire vive. Ce processus prenait environ deux minutes. Ensuite, le joueur pouvait jouer. Ce système était révolutionnaire pour son époque, mais les gérants de salle d'arcade se plaignirent du manque de sécurité des cassettes (qui pouvaient être démagnétisées très facilement) et de la mauvaise qualité des jeux disponibles. 

## Liste des jeux disponibles
- Burgertime
- Bumpoline
- Bump 'n' Jump (aussi connu sous le titre Burnin' Rubber)
- Super Astro Fighter
- Boulder Dash
- Kamikaze Cabbie
- Manhattan
- Missile Sprinter
- Nebula
- The Tower
- Buramzon
- Astro Fantazia
- DS TeleJang
- Disco No. 1 (aussi connu sous le titre Sweet Heart)
- Treasure Island
- Lucky Poker
- Cluster Buster (aussi connu sous le titre Graplop et Flying Ball)
- Terranean
- Angler Dangler
- Rootin Tootin (aussi connu sous le titre La Pa Pa)
- Skater
- Night Star
- Super Doubles Tennis
- Tornado
- Explorer
- Genesis
- Bambolin
- Zeroize
- Scrum Try
- Peter Pepper's Ice Cream Factory
- Lock 'n' Chase
- Pro Tennis
- Pro Bowling
- Pro Soccer
- Fighting Ice Hockey
- Oh Zumou
- Hello Gate Ball
- Highway Chase (aussi connu sous le titre Mad Alien)
- Sengoku Ninja Tai (aussi connu sous le titre Ninja)
- The DECO Kid (aussi connu sous le titre Flash Boy)
- Tokyo Mie Sinryohjyo
- Tokyo Mie Sinryohjyo 2
- Geinohijin Sikaku Siken